# Синдром высокого мака
Синдром высокого мака (англ. tall poppy syndrome) — это термин, использующийся для описания социального феномена, выражающегося в неприязни и нападках на людей, которые выделяются из толпы благодаря своим редким талантам или выдающимся успехам. Схож с такими понятиями, как зависть, обида или ревность к чужому успеху. Термин широко используется во многих англоговорящих странах.

## Этимология

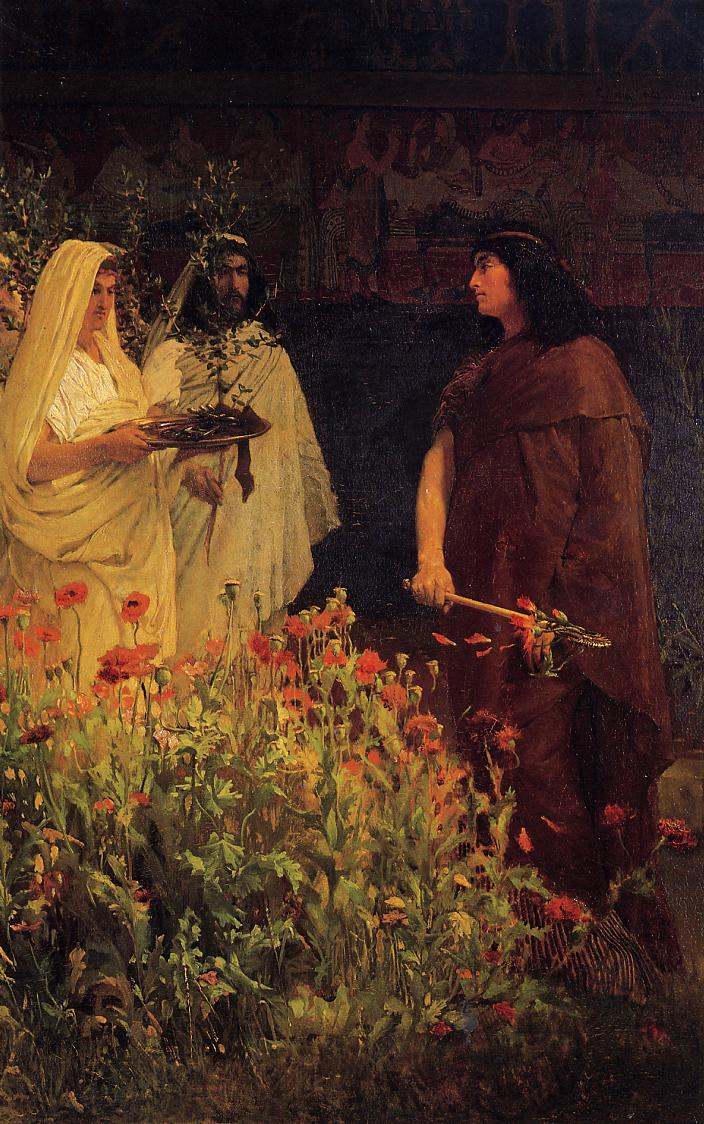
Tarquinius Superbus Лоуренса Альма-Тадема, картина изображает царя при получении лаврового венка; маки на переднем плане относятся к аллегории «высокий мак»

Концепция берёт своё начало в геродотовской «Истории» (книга 5, 92ф), аристотелевской «Политике» (1284a), а также в ливиевой «Истории Рима», Книге I.
Периандр послал глашатая к Фрасибулу спросить совета, как ему, установив самый надежный государственный строй, лучше всего управлять городом. Фрасибул же отправился с прибывшим от Периандра глашатаем за город и привел его на ниву. Проходя вместе с ним по полю, Фрасибул снова и снова переспрашивал о причине прибытия его из Коринфа. При этом тиран, видя возвышающиеся над другими колосья, все время обрывал их. Обрывая же колосья, он выбрасывал их, пока не уничтожил таким образом самую красивую и густую часть нивы. Так вот, проведя глашатая через поле и не дав никакого ответа, тиран отпустил его. По возвращении же глашатая в Коринф Периандр полюбопытствовал узнать ответ Фрасибула. А глашатай объявил, что не привез никакого ответа и удивляется, как это Периандр мог послать его за советом к такому безумному человеку, который опустошает собственную землю. Затем он рассказал, что видел у Фрасибула. Периандр же понял поступок Фрасибула, сообразив, что тот ему советует умертвить выдающихся граждан. Тогда-то тиран начал проявлять величайшую жестокость к своим гражданам. Всех уцелевших от казней и изгнаний Кипсела теперь прикончил Периандр.Геродот, «История», Книга 5, 92-f
Аристотель использует рассказ Геродота в Политике, (1284a) с поменявшимися ролями, ссылаясь на совет Периандра Фрасибулу через глашатая. Вестник сообщает, что в ответ на его просьбу Периандр оторвал верхушку у мака, что Фрасибул понял так — «надо избавиться от именитых граждан».
Ещё одна ссылка на историю с маками есть у Ливия о тиране Рима Тарквинии Гордом. К тому приходит посланник от его сына Секста Тарквиния с вопросом, что делать дальше в Габии после завоевания там полноты власти. Вместо устного ответа посланнику Тарквиний идёт в свой огород, берёт палку и одним движением взмахивает ей в огороде, тем самым отре́зав головки самых высоких маков. Посланник, уставший ждать ответа, возвращается в Габию и рассказывает Сексту, что видел. Секст осознаёт, что отец хочет, чтобы он предал смерти всех выдающихся людей Габии, что Секст Тарквиний впоследствии и делает.

## История использования в Австралии
Фраза использовалась ещё в 1864 в связи со скандалом по поводу возведения в рыцарство:
Сложнее найти обоснование для такой регалии как Орден подвязки. Но в таком случае он приобретает значение залога — потому что его всегда дают или людям исключительным, или же тем, чьё социальное положение достаточно сильно, чтобы вызывать опасения у нынешнего министра. Это своего рода публичное признание того, что вы являетесь высоким маком. И, поскольку в наши дни голову уже нельзя отрезать, то стоит вас купить. Оригинальный текст (англ.)It is more difficult to find a similar recommendation for such a dignity as the Order of the Garter. But then it derives a collateral value from the fact that it is always given either to people of singular distinction, or else to men whose social position is sufficient to make them formidable to the Minister of the day. It is a kind of public proclamation that you are a tall poppy and that, as in these days your head cannot be struck off, it is worth while to buy you.
Фраза была снова использована в 1904 году на дебатах в Парламенте Австралии:
Сенатор О'Киф: Он посчитал нужным назначить Верховного Комиссара.
Сэр Уильям Зил: Ещё один высокий мак.
Сенатор О'Киф: Некоторые высокие маки были нужны.
Оригинальный текст (англ.)Senator. O'Keefe– He regarded the appointment of a High Commissioner as necessary.

Sir William Zeal–    Another tall poppy.

Senator. O'Keefe–  Some tall poppies were necessary."
В 1930 году The Townsville Daily Bulletin писал:
Несомненно, одним из зол Правительства в Австралии и Великобритании является вопиющая зарплата руководства: от высокого мака с 3 000 фунтов в год к рабочему с его 260 фунтами.Оригинальный текст (англ.)Unquestionably one of the evils of Government in Australia and Britain is the appalling cost of administration, from the tall poppy at £3,000 per annum to the toiler at £260.
Фраза стала более популярной в 1931 году — после того как премьер-министр Нового Южного Уэльса Джек Ланг описал свою эгалитарную политику как «отрезание голов высоких маков». «Мистер Ланг присмирил высоких маков — тех, кого мог достать». «Высокие маки партии затаскали имя мистера Ланга по дебатам, чтобы размыть проблему».
Фраза возродилась в 1984 году после публикации бестселлера Сьюзан Митчелл (Susan Mitchell) под названием «Высокие маки» (Tall Poppies). В книге она брала интервью у девяти успешных австралиек.
По поводу австралийского определения Питер Хартчет из Sydney Morning Herald писал: «(Австралийские) граждане знают, что у некоторых из них больше власти и денег, чем у остальных... Но, согласно негласному национальному этическому коду, ни одному австралийцу не разрешено допускать мысль, что он или она лучше любого другого австралийца. Как это соблюдается? Незамедлительной корректировкой с помощью уравнивающих насмешек. У этого есть название — "синдром высокого мака". Самые высокие цветы в поле будут подрезаны по размеру остальных. Иногда это неправильно понимают... Австралийцев коробит вовсе не чужой успех — униженность, которую создают все те, кто набирает высоту».

## Использование в Великобритании
До того как стать премьер-министром, Маргарет Тэтчер объяснила свою философию американской аудитории — «пусть ваши маки растут в высоту», хотя сообщалось, что она добавила себе под нос: «если они, конечно, не работники профсоюза».
Цитата была использована в США в политических целях, и любое утверждение о том, что Соединённое Королевство несёт в себе культуру синдрома высокого мака (в смысле крабового менталитета, как Австралия и Новая Зеландия), оспаривалось.

## Объяснение
Вера в силу данного культурного и социального феномена, а также в его отрицательную направленность, продиктована политикой. Синдром высокого мака имеет прямое отношение к тому, что некоторые консерваторы, либералы и либертарианцы называют «политикой зависти».
Некоторые комментаторы утверждают, что синдром высокого мака — это универсальный феномен, который является более распространённым в отдельных культурах. Понятия janteloven, или «закон Янте», в Скандинавии, и «я знал вашего отца» в Шотландии, очень похожи. Подобные явления существуют в Нидерландах (где оно называется maaiveldcultuur). В США Бенджамин Франклин Фэйрлес, президент Американской сталелитейной корпорации (1950), раскритиковал такое поведение, заявив: «Вы не можете усилить одно за счет ослабления другого; и нельзя добавить роста гному, отрезав ногу великана».

### Престиж нулевой суммы
Некоторые социологи, в частности Макс Вебер, считают, что в определённых социальных группах приобретение престижа и власти — игра с нулевой суммой и что эта ситуация может оправдывать неприязнь к «высоким макам». В таких группах строго ограничены престиж, количество внимания, власти и материальных ресурсов, которые члены могут дать друг другу или разделить между собой. Статус — это относительная величина, поэтому для поднятия статуса одного другой человек должен упасть. Человек, у которого больше престижа, является препятствием для другого человека к получению престижа. И человек, который вдруг поднимается над остальными, становится откровенной угрозой для статуса других. Унижение или саботаж популярного члена группы понизит его статус, таким образом сделав агрессора возможной заменой в групповой иерархии.
Этот паттерн с нулевой суммой может быть найден в малых группах, характеризуемых фиксированной иерархией, и где практически нет прихода новых членов в группу. Примеры включают бедные американские общины и некоторые уличные банды. Схожей концепцией является менталитет краба, в котором успешные члены бедной общины рассматриваются в качестве ущерба репутации других членов сообщества. Образ взят из наблюдения, что краб лезущий наверх из ведра (или, в других версиях, бочки) тянется вниз своими собратьями.

## Влияние
Недавнее исследование, проведённое в Университете Уаикато в Новой Зеландии, показывает, что культура синдрома высокого мака может привести к снижению средней производительности до 20 % для организации, а также объясняет, почему кибертравлю можно считать современным продолжением физического убийства времён царя Тарквиния.